# Річище (рукав Дніпра)
Річище (застаріла назва Козарка) — лівобережний рукав річки Дніпро, формально відноситься до Кременчуцького водосховища. На його березі розташовані села Келеберда та Прохорівка. Від основного русла відділяється островами Шелестів та Круглик.

## Опис
Як окремий географічний об'єкт під назвою Козарка згадується Михайлом Максимовичем в творі "Бубнівська сотня":
|  | Побережна рівнина Бубнівської сотні починається під селом Келеберда гладенькою Прохорівською толокою, яка прилягає до великого річища (рукава), що має назву Козарка. Це річище виходить з Дніпра проти Келеберди (там воно приймає в себе кінець річища Ковержина, з'єднаний з гирлом побережної річки Циблі). Під селом Прохорівкою Козарка вливається в Дніпро, складаючи своїм гирлом вельми зручну пристань Прохорівську. |

Також автор пояснює походження назви "Козарка":
|  | Назва Козарка ведеться, без сумніву, здавна - від наших давніх «гвалтівників» хозар, яким було вигідно мати своє становище біля місцевої пристані, проти знатного міста Родні, що знаходилось над гирлом Росі. Помічу, що Дніпро ще і в минулому столітті підступав до самої Прохорівки, і пристань була на ньому при гирлі річища. Таким чином, можна припускати тут хозарське становище - як перше історичне заселення того місця, в якому згодом з'явились Прохори (так називались по-старому Прохорівка). Згадаємо до того ж древніше урочище Козари під Старим Києвом, над гирлом Почайни, що так довго слугувала пристанню дніпровською. |

Название Козарка ведется, без сомнения, издревле — от наших давних «насильников» хозар, которым выгодно было иметь свое становище у здешней пристани, против знатного города Родни, находившегося над устьем Роси. Замечу, что Днепр еще и в прошлом столетии подходил к самой Прохоровке, и пристань была на нем при устье речища. Таким образом, можно предполагать здесь хозарское становище — как
Проте на топографічних картах місцевості рукав з'являється уже під назвою Річище (рос. "Речище"). Відгалужується від основного русла Дніпра біля острова Круглик, впадає в нього ж біля південного берега острова Шелестів, напроти північного берега острова Просеред. На рукаві на лівому березі розташовуються колишні пристані "Келеберда" та "Прохорівка", декілька турбаз та пляж. Острови Шелестів та Круглик, що утворюють протилежний берег Річища, входять до складу Канівського природного заповідника.

## Сучасний стан
Станом на 2020 рік Річище стрімко міліє. Напроти бази "Прохорівка" з'явився новий острів, що вже займає далеко більше половини зі 150-250 м ширини рукава. Особливо це помітно взимку, коли рівень води в пов’язаному з Річищем Кременчуцьким водосховищем падає на 1-2 метри. 
На круглому столі 28 лютого в Києві цю ситуацію обговорювали представники Державного агентства водних ресурсів, ПрАТ «Укргідроенерго», Національного екологічного центру України та його Канівського підрозділу, двох асоціацій («Борисфен» та АППАУ), Інституту гідробіології, а також незалежні експерти, інженери-гідрологи, представники громадськості та Прохорівської громади.
Учасники дійшли висновку, що в основі цієї негативної тенденції є два головні чинники:
1. Мала водність, яка в свою чергу спричинена кліматичними змінами, а також деградацією басейнів Дніпра, як наслідок функціонування каскаду ГЕС. Очевидно, що ця тенденція буде тільки зростати й в частині кліматичних змін має загальнонаціональні масштаби. «Укргідроенерго» та Державне агентство водних ресурсів наводили конкретні цифри щодо зростання цієї тенденції (зменшення рівнів водосховищ, транзиту води тощо).
2. Мала водність, а також зміна режимів роботи ГЕС, інші фактори спричинюють зменшення швидкості течії й транзиту води через Річище. Коли течія мала, чи вода взагалі стоїть, дно росте швидше. Після поглиблення фарватеру (в головному руслі з правого берегу), цей перерозподіл став ще гіршим. Відповідно, процеси «підняття дна» в окремих місцях Річища прискорюються. З роками ці процеси міління тільки набирають швидкості, - адже водний потік вибирає той шлях який легший, тобто правим берегом.

Серед можливих рішень називають поглиблення рукава земснарядом, або ж системне рішення в контексті регіонального розвитку територій та розвитку національних програм збереження водних ресурсів. Це передбачає розгляд комплексу питань з точки зору рекреаційного, туристичного потенціалу лівобережної частини Канівського регіону, питань охорони довкілля та розвитку Канівського заповідника (а також в майбутньому Національного природного парку “Середньодніпровський”, створення якого передбачене стратегією розвитку області).